# Gruppo iperbolico
In teoria dei gruppi, più precisamente in teoria geometrica dei gruppi, un gruppo iperbolico, detto anche gruppo Gromov-iperbolico, è un gruppo finitamente generato munito di una distanza che soddisfa certe proprietà astratte tipiche della geometria iperbolica classica. La nozione di gruppo iperbolico fu introdotta e sviluppata da Gromov.